# Телескоп XO
Телескоп XO — телескоп, розташований в національному парку Халеакала острів Мауї, штат Гаваї. Обсерваторія перебуває на висоті 3054 м над рівнем моря, на вершині вулкана. Телескоп складається з пари 200-мм телеоб'єктивів і застосовується для пошуку екзопланет транзитним методом. Обладнання телескопа, зібраного зі стандартних промислових компонентів, коштувало $ 60 000, однак набагато більше було витрачено на розробку належного програмного забезпечення. Телескоп розпочав роботу 2003 року, про виявлення першої екзопланеті було повідомлено у травні 2006 року. 

## Відкриті планети
- XO-1 b
- XO-2 b
- XO-3 b
- XO-4 b
- XO-5 b